# Castanochilus bruchianus
Castanochilus bruchianus är en skalbaggsart som beskrevs av Ohaus 1909. Castanochilus bruchianus ingår i släktet Castanochilus och familjen Melolonthidae. Inga underarter finns listade.